# 미나미타나베역
미나미타나베역(일본어: 南田辺駅, みなみたなべえき 미나미타나베에키[*])은 일본 오사카부 오사카시 아베노구에 위치한 서일본 여객철도의 역이다.

## 역 구조
상대식 승강장으로 2면 2선의 고가역이다. 개찰구는 1개소만 있다. 덧붙여 역 업무는 서일본 여객철도 교통 서비스에 위탁되어 있다.
이코카 및 제휴 교통카드의 사용이 가능하며 서일본 여객철도의 특정도구시내 제도에 따른 오사카 시내에 속한다.

### 승강장
| 1 | ■ 한와 선 | 오토리 · 간사이 공항 · 와카야마 방면 |
| 2 | ■ 한와 선 | 덴노지 · 오사카 방면                 |

## 역사
- 1929년 7월 18일: 한와 전기 철도 한와텐노지 ~ 이즈미후추 간의 개업과 동시에 신설되었다.
- 1940년 12월 1일: 회사 간 인수 합병에 따라 난카이 전기 철도 야마테 선의 소속이 되었다.
- 1944년 5월 1일: 국유화에 따라 일본국유철도의 소속이 됨과 동시에 역으로 승격하였다.
- 1987년 4월 1일: 민영화에 따라 서일본 여객철도의 소속이 되었다.
- 2003년 11월 1일: 이코카의 사용이 개시되었다.
- 2004년 ~ 2006년: 상하행선의 고가화 작업이 완료되었다.

## 인접정차역
| 서일본 여객철도 한와 선 | 서일본 여객철도 한와 선 | 서일본 여객철도 한와 선  |
| ----------------------- | ----------------------- | ------------------------ |
| 비쇼엔 덴노지 방면      | ■ 한와 선 보통          | 쓰루가오카 와카야마 방면 |